# Jogos Asiáticos de 1966

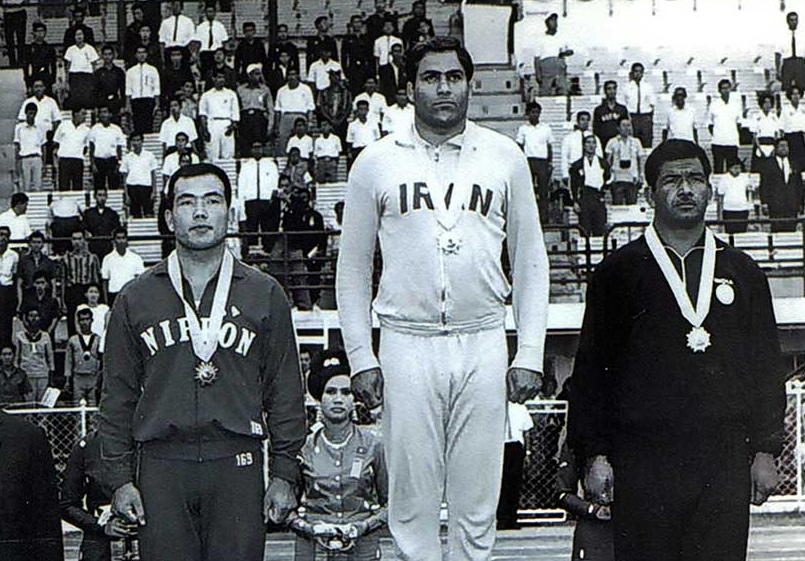
Da esquerda para a direita: os três medalhistas da categoria wrestling freestyle pesos-pesados: Shunichi Kawano (Medalha de Bronze), Mansour Mehdizadeh (Medalha de Ouro) e Bishwanath Singh (Medalha de Prata) nos Jogos Asiáticos de 1966.

Os Jogos Asiáticos de 1966 foram a quinta edição do evento multiesportivo realizado na Ásia a cada quatro anos. Esta edição foi realizada em Bangkok, na Tailândia, e teve seu logotipo semelhante ao das primeiras edições, formado pelo sol vermelho, símbolo do Conselho Olímpico da Ásia, e por vinte argolas entrelaçadas, desta vez na cor azul, invés da tradicional dourada.

## Países participantes
Dezesseis países participaram do evento:
| - China - Coreia do Sul - Filipinas - Hong Kong - Índia - Indonésia - Israel - Japão | - Irão - Malásia - Birmânia - Paquistão - Singapura - Sri Lanka - Tailândia - Vietname |

## Esportes
Quatorze modalidades, dos quatorze esportes, formaram o programa dos Jogos:
| - Atletismo - Badminton - Basquetebol - Boxe - Ciclismo - Futebol - Hóquei | - Levantamento de peso - Lutas - Natação - Tênis - Tênis de mesa - Tiro - Voleibol |

## Quadro de medalhas
País sede destacado.
| Ordem | País          | Medalha de ouro | Medalha de prata | Medalha de bronze |     |
| ----- | ------------- | --------------- | ---------------- | ----------------- | --- |
| 1     | Japão         | 78              | 53               | 33                | 164 |
| 2     | Coreia do Sul | 12              | 18               | 21                | 51  |
| 3     | Tailândia     | 12              | 14               | 11                | 37  |
| 4     | Malásia       | 7               | 5                | 6                 | 18  |
| 5     | Índia         | 7               | 4                | 11                | 22  |
| 6     | Indonésia     | 7               | 4                | 10                | 21  |
| 7     | Irã           | 6               | 8                | 17                | 31  |
| 8     | China         | 5               | 9                | 10                | 24  |
| 9     | Israel        | 3               | 5                | 3                 | 11  |
| 10    | Filipinas     | 2               | 15               | 25                | 42  |
| 11    | Paquistão     | 2               | 4                | 2                 | 8   |
| 12    | Myanmar       | 1               |                  | 4                 | 5   |
| 13    | Singapura     |                 | 5                | 7                 | 12  |
| 14    | Vietname      |                 | 1                | 2                 | 3   |
| 15    | Sri Lanka     |                 |                  | 4                 | 4   |
| 16    | Hong Kong     |                 |                  | 1                 | 1   |
| TOTAL | TOTAL         | 142             | 145              | 167               | 454 |